# Asinarteto
Per asinarteto si intende, nella metrica classica, secondo la definizione data dall'antico grammatico Efestione, un particolare tipo di verso composito, formato da due cola che non possono essere considerati un tutt'uno, come avviene nei versi normali, normalmente perché di metri differenti. Come conseguenza della natura ibrida dell'asinarteto, vi è normalmente dieresi tra i due cola, sebbene  non sempre gli antichi autori l'abbiano rispettata.
Le fonti antiche indicano in Archiloco l'inventore di questo tipo di versi, che godranno in seguito di ampia fortuna sia nella letteratura greca,  nella poesia giambica, nella commedia e più tardi con i poeti ellenistici, che nella letteratura latina, in particolare con Orazio.

## Tipi di asinarteti nella metrica classica
I principali tipi di asinarteto sono:
- prosodiaco (X : — ∪ ∪ : — ∪ ∪ — X;) e itifallico (— ∪ — ∪ — . — ∧). Si tratta dell'asinarteto archilocheo più conosciuto. Un esempio è ἐρέω πολύ φίλταθ' ἑταίρων τέρψεαι δ'ἀκουων (Archiloco, fr. 107 D, con sinizesi delle due vocali nella prima parola). Già Archiloco ammetteva la sostituzione del dattilo con lo spondeo; negli esempi di questo metro a lui posteriori, la dieresi non è sempre rispettata

- dimetro dattilico ( — ∪ ∪ — ∪ ∪ | — ∪ ∪ — ∪ ∪) e itifallico. Lo si incontra in Archiloco: οὐκεθ' ὃμως θάλλει ἀπαλὸν χρόα· κάρφεται γὰρ ἤδη (Fr. 113 D.)

- hemiepes dattilico  (— ∪ ∪ — ∪ ∪ —) e dimetro giambico acataletto (∪ — ∪ — |∪ — ∪ —). Ad esempio, sempre Archiloco, fr. 118 D ἀλλά μ' ὁ λυσιμελής, ὠταῖρε, δάμναται πόθος

- hemiepes dattilico e monometro giambico ipercatalettico (∪ — ∪ —  X), o elegiambo. Es. Ἦ ῥ ἔτι Διννομένῃ τῷ  τ Ὑρρακήῳ (Alceo, fr. 40 D)

- monometro giambico ipercatalettico ed hemiepes dattilico, o giambelegiaco. Es. κείνων λύθεντες σαῖς ὑπὸ χερσίν, ἃναξ (Pindaro, fr. 35 Schr.)

- un hemiepes, un monometro giambico ipercatalettico, e un hemiepes formano un metro platonico (dal poeta comico Platone)

- un monometro giambico ipercatalettico, un hemiepes e un monometro giambico ipercatalettico formano un pindarico.

- dimetro giambico acataletto e  prosodiaco acefalo ( — ∪ ∪ — ∪ ∪ — X)

- dimetro giambico acataletto ( ∪ — ∪ — | ∪ — ∪ —) e lekythios ( — ∪  — ∪ | — ∪ —) Es. Δήμητρος ἀγνῆς καῖ Κόρης τὴν πανήγυριν σέβων (Archiloco, fr. 119 D)

- dimetro giambico acataletto e itifallico. Es. τὸν πηλόν, ὦ πάτερ, πάτερ, τουτονὶ φύλαξαι (Aristofane, Vespe, 248).

Principio costitutivo non dissimile agli asinarteti hanno gli epodi.